# Заподија (Колонешти)
Заподија (рум. Zăpodia) насеље је у Румунији у округу Бакау у општини Колонешти. Oпштина се налази на надморској висини од 233 m.

## Становништво
Према подацима из 2002. године у насељу је живело 284 становника, од којих су сви румунске националности.